# 坂出市立坂出小学校
坂出市立坂出小学校（さかいでしりつさかいでしょうがっこう）は、香川県坂出市白金町1丁目にある公立小学校。

## 沿革
- 2010年（平成22年）
  - 4月1日 - 西部・中央・沙弥の3小学校を統合して開校。
  - 4月6日 - 開校式挙行。
  - 4月8日 - 第1回入学式挙行。
  - 5月29日 - 第1回運動会開催。
  - 10月12日 - 校歌制定し、披露式挙行。
- 2011年（平成23年）
  - 2月5日 - 第1回学習発表会開催。
  - 3月12日 - 校旗披露式挙行。
  - 3月17日 - 第1回卒業証書授与式挙行。
- 2012年（平成24年）4月27日 - 新校舎落成式挙行。

## 進学先中学校
- 坂出市立坂出中学校

## 学校周辺
- 西部つどいの家 - 同一敷地内（休館中）
- 社会福祉法人坂出市福祉協議会八幡園 - 敷地が隣接
- 天理教坂出市分教会
- JR四国予讃線・瀬戸大橋線
  - 線路が近くを通るだけで、駅は離れている。

## 通学区域
出典
- 沖の浜
- 番の州町
- 川崎町
- 御供所町1丁目
- 御供所町2丁目
- 御供所町3丁目
- 常磐町1丁目
- 常磐町2丁目
- 八幡町1丁目
- 八幡町2丁目
- 八幡町3丁目
- 八幡町4丁目
- 新浜町
- 池園町
- 花町
- 坂出町
- 白金町1丁目
- 白金町2丁目
- 白金町3丁目
- 富士見町1丁目
- 富士見町2丁目
- 西大浜北1丁目
- 西大浜北2丁目
- 西大浜北3丁目
- 西大浜南1丁目
- 西大浜南2丁目
- 西大浜南3丁目
- 小山町
- 寿町1丁目
- 寿町2丁目（1番～6番）
- 寿町3丁目（1番～4番）
- 宮下町
- 中央町
- 築港町1丁目
- 築港町2丁目
- 本町1丁目
- 本町2丁目
- 本町3丁目
- 元町1丁目
- 元町2丁目
- 元町3丁目
- 元町4丁目
- 文京町1丁目
- 文京町2丁目
- 青葉町
- 入船町1丁目（1番～5番）
- 駒止町1丁目（1番～3番）
- 駒止町2丁目（1番～3番、5番(1号～4号・34号以降)）
- 沙弥島
- 瀬居町

## アクセス
- 琴参バス
  - 島田・岡田線または坂出綾川線（日祝のみ）で、「中通町」バス停から、徒歩約610m・約10分。
  - 坂出市循環バス西ルートで、「坂出小学校北」バス停から、徒歩約150m・約数分。
    - なお、坂出市循環バス西ルートは、「坂出小学校東」バス停も通るが、「坂出小学校北」バス停で下車するより、若干の遠回りとなる。
    - また、坂出市循環バスは片方向の運行のため、坂出駅へは、上述の一般路線バスを利用するか、徒歩移動の方が早い。
- JR坂出駅から、
  - 徒歩で、約1.4km・約21分。
  - 琴参バス島田・岡田線または坂出綾川線（日祝のみ）に乗車し、「中通町」バス停下車後、徒歩。
  - 琴参バス坂出市循環バス西ルートで、「坂出小学校北」バス停下車後、徒歩。